# Вествуд (Каліфорнія)
Вествуд (англ. Westwood) — переписна місцевість (CDP) в США, в окрузі Лассен штату Каліфорнія. Населення — 1541 особа (2020).

## Географія
Вествуд розташований за координатами 40°18′19″ пн. ш. 121°0′17″ зх. д. / 40.30528° пн. ш. 121.00472° зх. д. (40.305210, -121.004754).  За даними Бюро перепису населення США в 2010 році переписна місцевість мала площу 14,27 км², з яких 14,08 км² — суходіл та 0,19 км² — водойми.

## Демографія
Згідно з переписом 2010 року, у переписній місцевості мешкало 1647 осіб у 715 домогосподарствах у складі 437 родин. Густота населення становила 115 осіб/км².  Було 1005 помешкань (70/км²).
Расовий склад населення:
| - 86,8 % — білих - 6,3 % — корінних американців - 0,6 % — азіатів - 0,2 % — чорних або афроамериканців - 0,1 % — вихідців з тихоокеанських островів - 3,0 % — осіб інших рас |

До двох чи більше рас належало 3,0 %. Частка іспаномовних становила 10,9 % від усіх жителів.
За віковим діапазоном населення розподілялося таким чином: 23,9 % — особи молодші 18 років, 62,7 % — особи у віці 18—64 років, 13,4 % — особи у віці 65 років та старші. Медіана віку мешканця становила 41,3 року. На 100 осіб жіночої статі у переписній місцевості припадало 104,9 чоловіків;  на 100 жінок у віці від 18 років та старших — 104,9 чоловіків також старших 18 років.
Середній дохід на одне домашнє господарство  становив 40 335 доларів США (медіана — 34 464), а середній дохід на одну сім'ю — 51 003 долари (медіана — 43 667). За межею бідності перебувало 24,2 % осіб, у тому числі 34,9 % дітей у віці до 18 років та 21,7 % осіб у віці 65 років та старших.
Цивільне працевлаштоване населення становило 645 осіб. Основні галузі зайнятості: роздрібна торгівля — 16,3 %, публічна адміністрація — 16,3 %, освіта, охорона здоров'я та соціальна допомога — 15,5 %.